# Amon Göth
Amon Göth (Amon Leopold Göth) (Bécs, 1908. december 11. – Krakkó, 1946. szeptember 13.) SS Hauptsturmführer (százados), a Krakkó-Płaszówi koncentrációs tábor parancsnoka volt. Krakkóban a lengyel legfelsőbb nemzeti bíróság bűnösnek találta a fogvatartottak kínzásában és megsemmisítésében. Gyilkosság miatt elítélték, az indoklás szerint „személyesen meggyilkolta, meggyilkoltatta és kínoztatta a fogvatartottak egy jelentős, bár nem azonosított részét”. Bűncselekményei miatt felakasztották az egykori płaszówi tábor közelében.

## Pályafutása
Gazdag családból származott és gyerekként a családi könyvkiadóban dolgozott. 17 éves korában csatlakozott a náci ifjúsági csoporthoz, 1927 és 1930 között tagja volt a Heimwehr nevű antiszemita nacionalista katonai csoportnak. Végül otthagyta a Heimwehr csoportot, hogy csatlakozzon a náci párt osztrák ágához 1930 szeptemberében. Ugyanebben az évben 22 évesen csatlakozott az osztrák SS-hez, és SS-Mann (közlegény) lett. Illegális tevékenységének lelepleződésekor Németországba menekült, ahol robbanószereket szerzett be az osztrák náci párt számára.
Bécsben 1933 januárjáig szolgált, amikor is kinevezték az 52. SS-Standarte vezetőjévé. Hamarosan SS-Scharführernek (őrmesternek) nevezték ki. Az osztrák náci pártot 1933. június 19-én Ausztriában illegálissá nyilvánították, így müncheni száműzetésben tevékenykedett tovább. Innen csempészett  rádiókat és a fegyvereket Ausztriába és futárként szolgált az SS kötelékében. 1933 októberében letartóztatták az osztrák hatóságok, de 1933 decemberében bizonyíték hiányában szabadon engedték. 1934 júliusában a meghiúsult náci puccskísérlet után, amiben az osztrák kancellárt Engelbert Dollfußt meggyilkolták, ismét őrizetbe vették. Szabadulása után Dachauba utazott a dachaui koncentrációs tábor mellé, az SS kiképző létesítményébe. Ezután ideiglenesen kilépett az SS-ből és a náci pártból 1937-ig, Münchenben élt, miközben próbált segíteni a szüleinek a könyvkiadói üzletben. Szülei tanácsára megházasodott, de néhány hónap után elvált.
Göth nem sokkal az Anschluss után 1938-ban visszatért Bécsbe és folytatta tevékenységét. 1938. október 23-án feleségül vette Anny Geigert egy SS polgári ünnepségen. A házaspárnak három gyermeke született, Peter 1939-ben, aki 7 hónapos korában meghalt a diftéria következtében. Werner, 1940-ben és egy lánya, Ingeborg 1941-ben. A házaspár állandó otthont tartott fent Bécsben a második világháború alatt. A háború kezdetén a 89. SS-Standarte-ból átkerült a 11. SS-Standarte-be. 1941 elején előléptették SS-Oberscharführerré (törzsőrmesterré). Az európai zsidó lakosság áttelepítésekor hamar hírnevet szerzett tapasztalt ügyintézőként és Einsatzführernek (akcióvezetőnek) nevezték ki, illetve pénzügyi ügyintézője volt a Volksdeutsche Mittelstelle szervezetnek. 1941. július 14-én előléptették SS-Untersturmführerré (alhadnaggyá).
1942 nyarán Lublinba költözött, ahol csatlakozott a krakkói SS- és rendőrfőnökhöz, Odilo Globočnik SS-Brigadeführerhez (vezérőrnagyhoz). A reinhard-művelet részeként három megsemmisítőtábor létrehozásán dolgoztak: a bełżeci, sóbíbori és a treblinkai táborokban. A reinhard-művelet egy kódnév volt, és a művelet 6 hónapja alatt semmi sem volt ismert, a résztvevők titoktartást fogadtak. A későbbi tárgyalás átiratai szerint Göth volt a felelős az áldozatok felkutatásáért és szállításáért, hogy utána ezekben a táborokban meggyilkolják őket.

## Płaszów

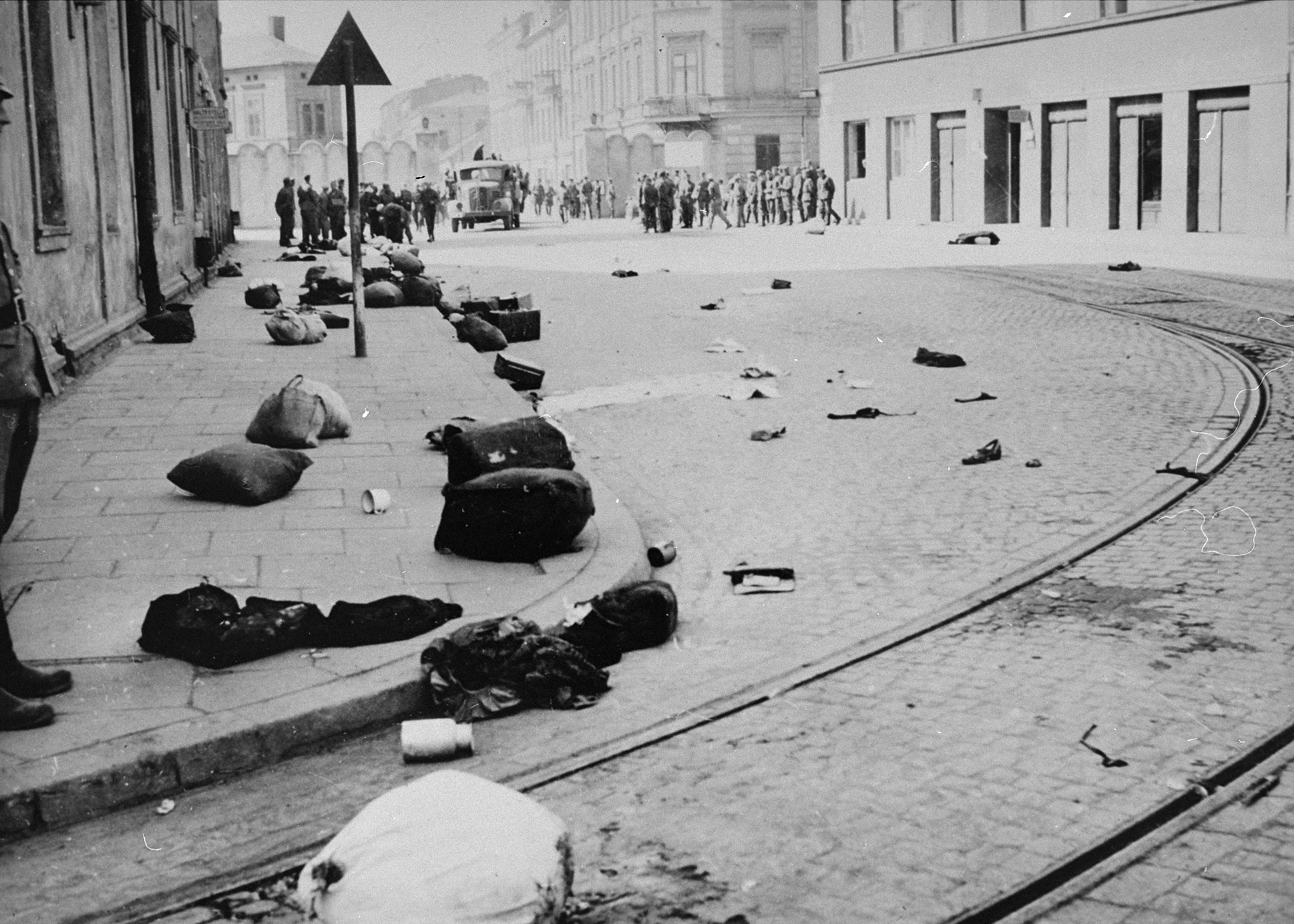
A fénykép 1943 márciusában készült, röviddel a krakkói gettó felszámolása után.

Göthöt az SS-Totenkopfverbände (a Harmadik Birodalom náci koncentrációs táborainak igazgatásáért felelt) „halálfejes” egységéhez rendelték. Első feladata 1943. február 11-én kezdődött azzal, hogy felügyelje a Krakkó-Płaszówi koncentrációs tábor felépítését, amelyet parancsnoksággal is el kellett látnia. A tábort egy hónap alatt sikerült felépíteni kényszermunkások bevonásával. 1943. március 13-án a krakkói gettót felszámolták és a munkára alkalmasakat a płaszówi munkatáborba küldték. Több ezer munkára alkalmatlannak nyilvánított embert küldött a megsemmisítő táborokba. Több száz embert gyilkoltak meg az utcán a nácik, miközben felszámolták a gettót.

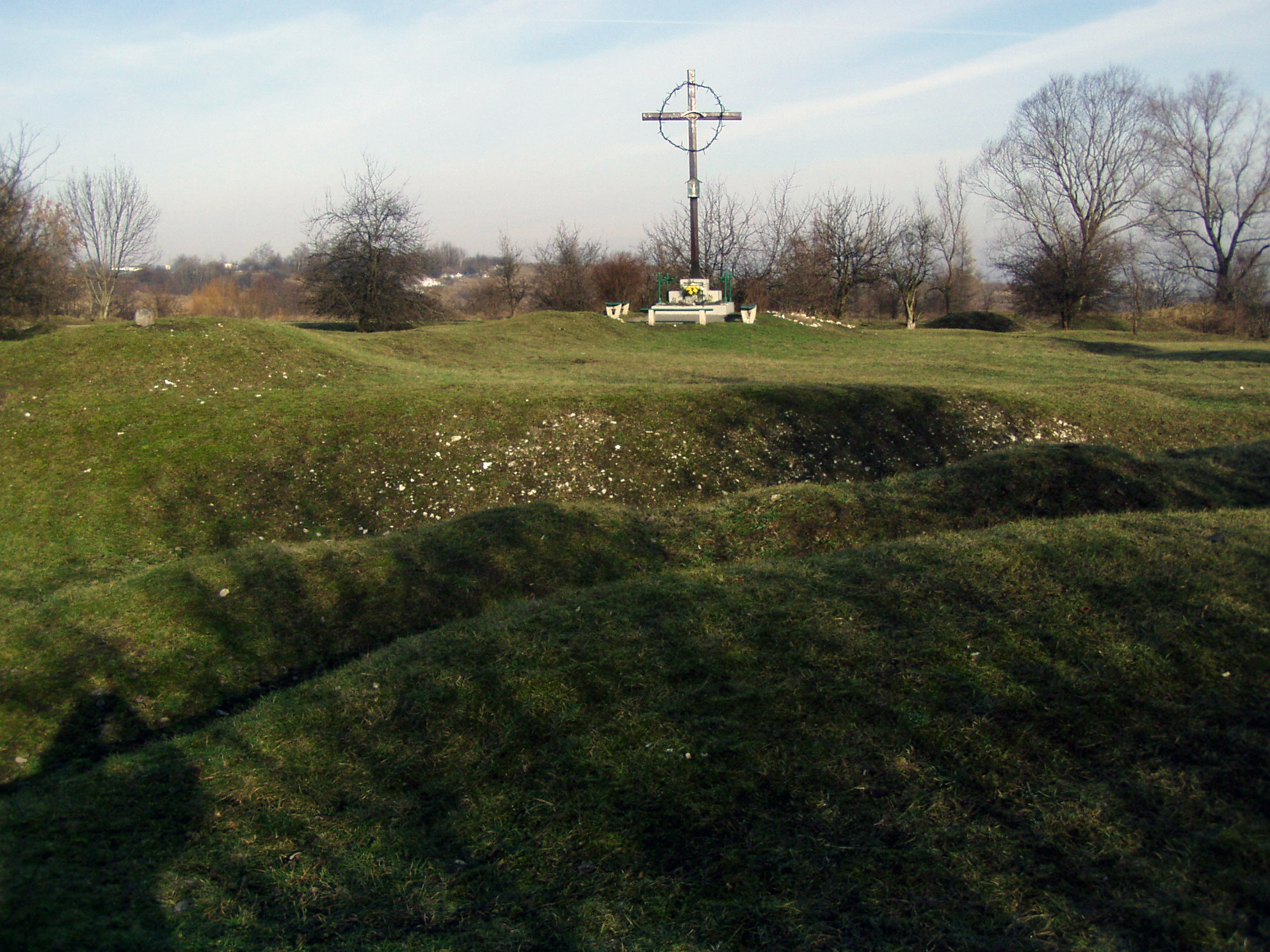
Hujowa Górka, a Krakkó-Płaszówi koncentrációs tábor kivégzőhelye (2007).

Płaszówban végzett feladata mellett Göth a tarnówi gettó felszámolásáért is felelős tiszt volt, 25 000 zsidó (a város lakosságának 45 %-a) otthona volt a háború kezdetén, a gettó felszámolása után 8000 zsidó maradt. Marhavagonokban szállíttatták őket az auschwitzi koncentrációs táborba, de csak kevesebb, mint a fele élte túl az utat. A túlélők többségét munkára alkalmatlannak ítélték, őket azonnal meggyilkolták Auschwitzba érkezésükkor. A háborús bűncselekményekről szóló 1946-os vádiratában több tanú bizonysága szerint Göth személyesen körülbelül 30-90 nőt és gyermeket lőtt főbe a gettó felszámolása során.
1943-ban születésnapján Göth utasította Natalia Karpot, aki éppen akkor érkezett Płaszówba, hogy zongorázzon neki. Karp eljátszotta Chopin cisz-moll noktürnjét, ez annyira tetszett Göthnek, hogy megengedte neki és a nővéreinek, hogy élhessenek.
Szintén Göth volt a szebniei koncentrációs tábor felszámolásáért felelős tiszt is, itt 4000 zsidó és 1500 lengyel foglyot internált. A Göth tárgyalásán bemutatott bizonyítékok azt jelzik, hogy ezt a feladatot egy alárendeltjére bízta, Josef Grzimek SS-Hauptscharführerre (törzsőrmesterre), aki tömeges gyilkosságokkal segítette Hans Kellermann SS-Hauptsturmführer (százados) táborparancsnokot. 1943. szeptember 21. és 1944. február 3-a között a tábort fokozatosan felszámolták. Körülbelül ezer embert vittek el a közeli erdőbe és agyonlőtték őket, a többieket pedig Auschwitzba küldték, ahol a zömüket érkezéskor azonnal elgázosítottak.
1944 áprilisában Göthöt SS-Hauptsturmführerré (százados) léptették elő. 1944 elején a płaszówi koncentrációs tábor az SS fő gazdasági és közigazgatási hivatala közvetlen felügyelete alá került. Az SS a koncentrációs táborokat jobban figyelemmel kísérte, mint a munkatáborokat, így a körülmények megváltoztak, amikor a meghatározást munkatáborról koncentrációs táborra változtatták. Mietek Pemper a tárgyaláson azt vallotta, hogy Göth véletlenszerűen és brutális módon végzett ki foglyokat.

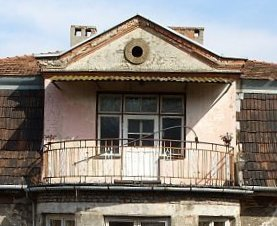
Amon Göth villájának az erkélye, ahonnan a fogvatartottakat lőtte le (2008).

A táborban körülbelül 2000 foglyot tartottak, mikor megnyitották. A működése csúcsán, 1944-ben 636 őr felügyelt 25 000 állandó fogvatartottra, és további 150 000 ideiglenes, a táboron átmenő fogolyra. Göth személyesen naponta gyilkolt meg foglyokat. Két kutyája, Rolf és Ralf, arra voltak betanítva, hogy a fogvatartottakat halálra tépjék. Gyakran a tábor szélén álló villájának erkélyéről puskával lőtte le azokat a dolgozókat, akikről úgy vélte, túl lassúak vagy pihentek az udvaron. Egy zsidó szakácsot azért lőtt főbe, mert a leves túl forró volt. Brutálisan bántalmazta két szobalányát, Helen Jonas-Rosenzweiget és Helen Hirschet.
|  | „Mint túlélő, elmondhatom, hogy mindannyian traumatizált emberek vagyunk. Soha, soha, nem hittem, hogy bármely emberi lény képes lenne ilyen borzalmakra, ilyen rémtettekre. Amikor messziről láttuk közeledni, mindenki elbújt, pl. latrinába, vagy ahova csak tudtak elrejtőzni. Nem tudom elmondani, hogy az emberek mennyire féltek tőle.” |
|  | – Helen Jonas-Rosenzweig |

Poldek Pfefferberg, egy másik Schindlerjude (Schindler-zsidó) azt mondta: „Amikor láttam Göthöt, láttam a halált.”
Göth úgy gondolta, hogyha a munkacsapat egy tagja megszökik vagy elkövet valamilyen bűncselekményt, akkor az egész csapatot büntetni kell. Egy alkalommal elrendelte minden második ember lelövését a munkások egy csoportjánál, mert közülük szökött meg egy kisebb társaság . Más alkalommal egy munkacsapatnál személyesen lőtt le minden ötödik embert, mert egyvalaki nem tért vissza a táborba. Płaszów fő gyilkossági helyszíne Hujowa Górka volt, egy nagy domb, amelyet tömeggyilkosságok és gyilkosságok során használtak. Pemper tanúskodott arról, hogy Płaszówban kb 8000–12 000 embert gyilkoltak meg.

## Felmentése és elfogása
Göthöt 1944. szeptember 13-án felmentették tisztségéből, a német bűnügyi rendőrség (Kripo) a zsidó vagyon ellopásával vádolta (ami a náci jogszabályok szerint az állam tulajdona) és letartóztatta, illetve a vád szerint nem biztosított elegendő ételt a fogvatartottaknak, ezzel a fogvatartottakkal szembeni bánásmódra és büntetésre vonatkozó koncentrációs tábori szabályokat sértette meg. A płaszówi tábor vezetését Arnold Büscher SS-Obersturmführer (főhadnagy) vette át. Göth, Georg Konrad Morgen SS bíró előtti megjelenésére készült, de a második világháború előrehaladtával a Németországot fenyegető vereség miatt az ellene felhozott vádakat 1945 elején ejtették. SS orvosok Göthnél mentális betegséget diagnosztizáltak, ezért vállalta, hogy bevonul a Bad Tölz-i elmegyógyintézetbe, ahol 1945 májusában letartóztatták az Egyesült Államok katonái.

## Tárgyalása és kivégzése

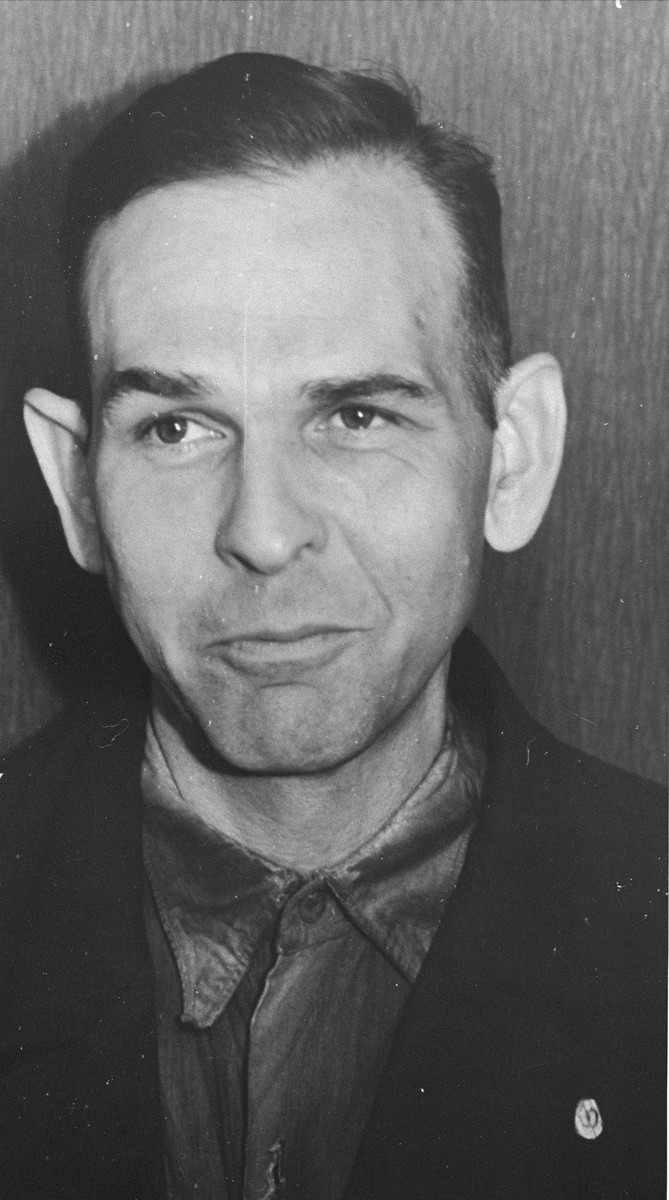
Amon Göth 1946-ban, nem sokkal a kivégzése előtt.

A háború után Göthöt kiadták Lengyelországnak, ahol a lengyel legfelsőbb nemzeti bíróság elé állították, perét Krakkóban 1946. augusztus 27. és szeptember 5. között tartották. Göthöt bűnösnek találták abban, hogy a náci párt (amelyet bűnszervezetnek nyilvánítottak) tagjaként, illetve személyesen elrendelte emberek bebörtönzését, kínzását és megsemmisítését. Gyilkosság miatt is elítélték és ez volt az első olyan ítélet egy háborús bűnökkel kapcsolatos tárgyaláson, amelyben rögzítették: „személyesen meggyilkolta, meggyilkoltatta és kínoztatta a fogvatartottak egy jelentős, bár nem azonosított részét”. Halálra ítélték és 1946. szeptember 13-án felakasztották a krakkói Montelupich-i börtönben, nem messze az egykori płaszówi tábortól. Elhamvasztották és a hamvait beleszórták a Visztula folyóba.

## Családja
Két házasságán kívül Göthnek volt egy két éves kapcsolata Ruth Irene Kalderrel, aki kozmetikus és színésznő volt. Kalder először 1942-ben vagy 1943 elején találkozott Göth-tel, amikor titkárnőként dolgozott Oskar Schindler zománcozó gyárában Krakkóban. Nem sokkal később odaköltözött Göthhöz. Göth halála után felvette a nevét. Göth utolsó gyermeke, Monika Hertwig Kaldertől volt. Monika 1945 novemberében született Bad Tölzben.
2002-ben Hertwig emlékiratot adott ki Ich muß doch meinen Vater lieben? (Tényleg szeretnem kell az apámat?) címmel. Hertwig az édesanyja későbbi életéről írt, akit feltétel nélkül dicsőített, amíg a holokausztban betöltött szerepével nem szembesült. Kalder 1983-ban öngyilkosságot követett el, miután interjút adott Jon Blair Schindler dokumentumfilmjében. Hertwig szembesülését apja bűntetteivel az Inheritance című 2006-os dokumentumfilmben részletezi. A dokumentumfilmben megjelenik Helen Jonas-Rosenzweig, Göth egyik volt szobalánya. A dokumentumfilm részletezi a két nő találkozóját a lengyelországi Płaszów emlékhelyen. Hertwig kérte a találkozót, de Jonas-Rosenzweig tétovázott, mert Göth és a koncentrációs tábor emlékei annyira traumatikusak voltak számára. Végül beleegyezett, miután Hertwig megírta neki: „Meg kell tennünk a meggyilkolt emberekért.”
Hertwig szintén megjelent a Hitler's Children (2011) című dokumentumfilmben. A dokumentumfilmben Hertwig és a hírhedt náci vezetők közeli hozzátartozói leírják érzelmeiket, kapcsolataikat és emlékeiket.
Jennifer Teege, aki Monika Hertwig és egy nigériai férfi lánya Hertwig 2002-es emlékirataiból tudta meg, hogy Amon Göth a nagyapja.

## Érdekesség
Amon Göth alakját Steven Spielberg is felhasználta Schindler listája című filmjében. A szadista táborparancsnokról formázott szereplőt Ralph Fiennes alakította, amiért BAFTA-díjat és Oscar-díj jelölést kapott.
A Schindler listája című film forgatásán a płaszówi túlélő, Mila Pfefferberg találkozott Fiennessel, aki teljes SS egyenruhában volt. Pfefferberg megállíthatatlanul remegni kezdett, mivel túlságosan emlékeztette őt az igazi Amon Göthre.